# 10649 VOC
10649 VOC è un asteroide della fascia principale. Scoperto nel 1960, presenta un'orbita caratterizzata da un semiasse maggiore pari a 2,8120119 UA e da un'eccentricità di 0,1232648, inclinata di 8,35175° rispetto all'eclittica.
L'asteroide è dedicato alla Compagnia olandese delle Indie orientali, Vereeniging van de Oostindische Company (VOC) in lingua olandese.